# Bibi Blocksberg und das Geheimnis der blauen Eulen
Bibi Blocksberg und das Geheimnis der blauen Eulen ist ein deutscher Spielfilm aus dem Jahr 2004. Das Drehbuch schrieb Elfie Donnelly, die den Stoff zugleich auch für ein gleichnamiges Buch aufbereitete.
Sidonie von Krosigk spielt die Titelrolle, wie im ersten Bibi-Blocksberg-Film, dem erfolgreichsten deutschen Film aus dem Jahr 2002.
Von der Figur der Elea Eluanda ist bei der Hörspielserie Bibi Blocksberg eine eigene Spin-off-Serie entstanden.

## Handlung
Bibi Blocksberg hat im vergangenen Schuljahr ihre Zeit mehr mit Hexerei als mit Mathematik zugebracht. Dementsprechend sehen ihre Noten aus. Dies veranlasst ihre Eltern, Barbara und Bernhard Blocksberg, Bibi auf das Ferieninternat Schloss Altenberg zu schicken.
Da sich Bibi gerade am Beginn ihrer Pubertät befindet, protestiert sie natürlich heftigst gegen diese Pläne. Aller Protest nützt nichts, und Bibi befürchtet, dass sie viele langweilige Wochen im Internat verbringen muss.
Doch schon bald findet Bibi im Internat zwei neue Freunde: David, der sich in sie verliebt, und Elea Mischnik, die bei einem Unfall ihre Eltern verloren hat und seitdem querschnittgelähmt ist. Bibi möchte Elea gerne helfen, doch auch Hexenkräfte sind begrenzt. Durch die Oberhexe Walpurgia erfährt Bibi, dass es früher die blauen Tröstereulen gab. Der magische Eulenstaub könnte ausreichend in der Wirkung sein, damit Elea wieder laufen kann. Und ausgerechnet in einem Labyrinth unter dem Schloss Altenberg sollen sich die Überreste der blauen Eulen befinden.
Leider sind Bibi und Elea nicht die einzigen, die sich auf der Suche nach den blauen Eulen befinden. Denn die Hexe Rabia konnte sich aus dem Gruselmoor befreien, in das sie nach den Taten an Bibi für 5 Jahre verbannt worden war (siehe dazu den ersten Film Bibi Blocksberg), und ist immer noch auf Rache an den Blocksbergs aus. Sie beobachtet Bibi und kommt schnell hinter ihre Pläne. Da der Eulenstaub enorme Zauberkräfte hat, möchte Rabia ihn ebenfalls besitzen. Schuldirektor Quirin Barthels ist auf der Suche nach dem Lobanaremirätsel, welches schließlich den Zugang zum Eulenstaub darstellt, er hat somit dasselbe Ziel.
Eine Ironie des Schicksals ist es, dass die blauen Eulen nur durch die Lösung eines komplizierten mathematischen Rätsels gefunden werden können. Doch da Elea sehr gut in Mathe ist und auch Bibi im Internat fleißig Mathe gelernt hat, können die beiden das Rätsel lösen. So kann Elea den magischen Eulenstaub benutzen, der sie zwar nicht heilen kann, ihr aber Trost spendet, indem er eine kleine Eulenstatue lebendig werden lässt und diese als Begleiter beisteht. Rabia wird vom Hexenrat die gesamte Hexenkraft entzogen und sie lebt ab sofort als normale alte Frau.

## Auszeichnungen
Beim „22. Chicago International Children’s Film Festival“ wurde der Film als „Bester Spielfilm“ ausgezeichnet.

## Filmmusik
Das Titelthema von Enjott Schneider erinnert stark an die Musik der Harry-Potter-Filme von John Williams.
Wie im ersten Bibi-Blocksberg-Kinofilm sind wiederum kurze Tanz- und Gesangsszenen nach Musical-Art eingebaut.

## Weiteres
- Ein Großteil des Films wurde im Gelände der Landesschule Pforta gedreht. Für die Szenen im Raum der blauen Eulen wurde die Kirche des ehemaligen Klosters genutzt. Aufgrund des Pentagramms, welches für die Szene in der Vierung der Kirche formiert worden war, gab es heftige Diskussionen zwischen Schulleitung und der Pfarrerin und Religionslehrerin der Schule und dem Filmteam.
- Im Gegensatz dazu ist an einer Stelle des Films eine Landkarte zu sehen, welche die Stadt Altenberg im Erzgebirge und deren Umgebung zeigt.
- Im Film taucht ein Bild auf, das Hauke Diekamp als Arkadias Freund Jona zeigt.
- Der Film beinhaltet weitere Anspielungen auf Harry Potter. So flackert, zum Beispiel, das Licht in einem Waschraum, als Rabia sich nähert, so als nähere sich ein Dementor.

## Kritiken
„Turbulente und ereignisreiche Fortsetzung von „Bibi Blocksberg“ (2001/02) als ebenso spannender wie amüsanter Abenteuer- und Fantasy-Kinderfilm, der zwar gelegentlich zu aufdringlich nach kommerziell erfolgreichen Vorbildern schielt, sich aber dank nachdenklicher Momente um den Wert von Freundschaft und Verantwortung als glaubwürdig und durchaus eigenständig erweist.“